# Bazyli (poemat)

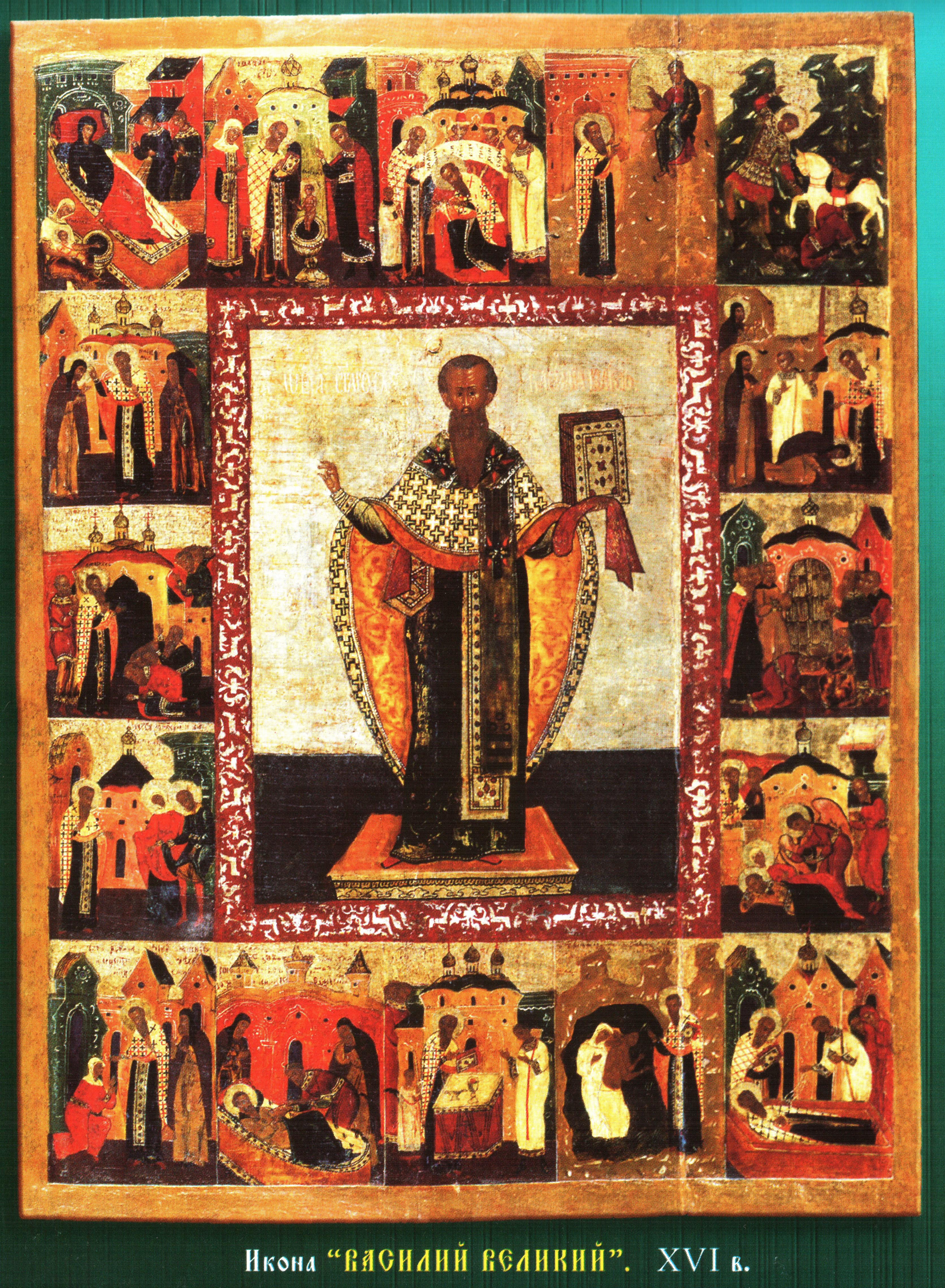
Bazyli Wielki. Ikona z XVI wieku

Bazyli – poemat Hrotsvithy z Gandersheim osnuty na opowiadaniu Bazylego Wielkiego zawartym w jego Dialogach.

## Treść
Akcja poematu rozgrywa się w Cezarei Kapadockiej w IV wieku. Córka tamtejszego księcia Proteriusa zapragnęła oddać swoje życie boskiemu oblubieńcowi i wstąpić do klasztoru. Diabeł jednak, który nie chciał dać za wygraną, rozniecił uczucia, jakie miał sługa księcia do jego córki. Nie mogąc ścierpieć tego, że jego ukochana nie zostanie jego żoną, sługa ów wybrał się nocą do czarnoksiężnika. Ten sporządził list do Lucyfera i kazał mu się udać na grób właśnie zmarłego poganina. Stanąwszy przed Lucyferem, siedzącym na wysokim tronie w otoczeniu tłumu diabłów, sługa oddał mu list. Książę diabłów zgodził się mu pomóc. Jednak, jako że ludzie często przychodzili do niego po pomoc, a uzyskawszy ją wracali do Boga, zażądał, by sługa wyrzekł się wiary i Boga na piśmie i potwierdził to własnym podpisem. Sługa chętnie się zgodził.
Skoro tylko podpisał pismo, córka Proteriusa zapragnęła wyjść za niego za mąż. Nic nie pomogły łzy i tłumaczenia jej ojca. Zagroziła, że zrobi sobie krzywdę, jeśli jej życzenie nie zostanie spełnione. Nieszczęśliwy ojciec w końcu ustąpił. Jezus jednak nie zostawił swego dziecka, wysłał do niej znajomą, która wyjawiła jej niecne praktyki jej męża. Ten najpierw wszystkiemu zaprzeczył, ale skoro żona zażądała, by udał się z nią na mszę, do przyznał się do kontaktów z duchem nieczystym. Córka Proteriusa zaprowadziła męża do biskupa Bazylego i poprosiła go o ratunek dla nich.
Biskup zapytał jej męża czy chce powrócić do Boga, a gdy ten wyznał, że chce, ale nie potrafi, Bazyli zaprowadził go do kaplicy, gdzie miał trzymając się krzyża modlić się. Kiedy mężczyzna pozostał sam w kaplicy otoczyły go diabły, szydziły z niego i straszyły go mękami piekielnymi. Gdy Bazyli odwiedził go po kilku dniach ich napór zelżał, pokutujący słyszał już tylko głosy złych duchów i to z oddali. Gdy Bazyli powrócił po czterdziestu dniach, mężczyzna był niemal wesół. Poprzedniej nocy miał bowiem widzenie, że Bazyli walczył z wężem i go pokonał. Bazyli doszedł do wniosku, że Bóg przebaczył nieszczęśnikowi. Zabrał go do siebie i przez całą noc domownicy modlili się za niego. Rano poprowadził go do katedry. Przed wejściem do kościoła zatrzymał ich diabeł, pewny, że skoro ma w ręku cyrograf, ten kto go podpisał należy do niego. Bazyli jednak zignorował go. Wprowadził sługę Proteriusa do kościoła i poprosił wiernych, by się modlili i nie ustawali dopóki dokument nie spadnie do jego rąk. Jakoż rozległ się grzmot i cyrograf spadł pod nogi biskupa.

## O utworze
Poemat został napisany przez Hrotsvithę, mniszkę z  Gandersheim, w II połowie X wieku. Utwór liczy sobie 418 wersów i został napisany łacińskim heksametrem. Jego pełny oryginalny tytuł brzmiː Historia de conversione desperati adolescentis servii Proterii, per sanctum Basilium (Historia niespodziewanego nawrócenia młodego sługi Proteriusza przez świętego Bazylego). Hrotsvitha zaczerpnęła temat utworu z Dialogów Bazylego Wielkiego.